# Malleastrum rakotozafyi
Malleastrum rakotozafyi är en tvåhjärtbladig växtart som beskrevs av M. Cheek. Malleastrum rakotozafyi ingår i släktet Malleastrum och familjen Meliaceae. Inga underarter finns listade i Catalogue of Life.